# A.J. Griffin
Adrian Darnell "A.J." Griffin Jr., född 25 augusti 2003 i Dallas i Texas, är en amerikansk professionell basketspelare (SF/SG) som spelar för Houston Rockets i National Basketball Association (NBA). Han har tidigare spelat för Atlanta Hawks.
Griffin draftades av Atlanta Hawks i första rundan i 2022 års draft som 16:e spelare totalt.
Innan han blev proffs studerade Griffin vid Duke University och spelade för universitetets idrottsförening Duke Blue Devils.